# 船堀村
船堀村（ふなぼりむら）とは、東京府南葛飾郡にかつて存在した村である。現在の江戸川区の西部に位置していた。荒川放水路の設置に伴い村域のほぼ西半分を失い、東半分が東岸の自治体に編入される形となった。

## 沿革

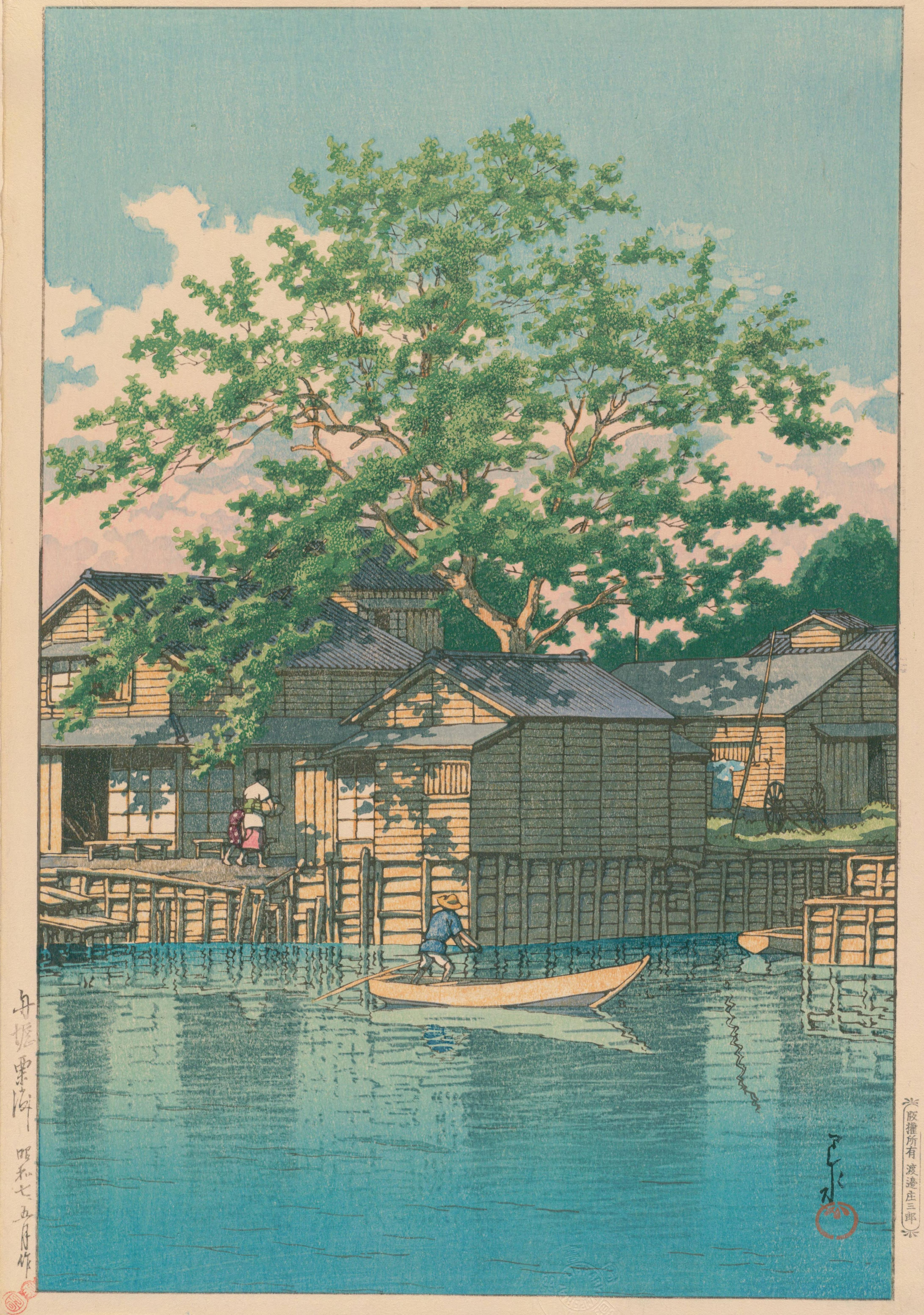
川瀬巴水『舟堀 栗渡』（1932年・昭和7年）

- 1889年（明治22年）5月1日 - 町村制の施行に伴い、西船堀村、東船堀村の全域と、以下の5村の各一部が合併して発足（カッコ内は残部の編入先）。
  - 西宇喜田村（葛西村）
  - 西小松川村（小松川村、松江村）
  - 桑川村（葛西村）
  - 西一ノ江村飛地（松江村）
  - 東小松川村（小松川村、松江村）
- 1914年（大正3年）4月1日 - 荒川放水路設置に伴い、放水路以西が小松川町、放水路以東が松江村に分割編入され、船堀村廃止。
- 1926年（大正15年）4月1日 - 松江村が町制施行して松江町となる。
- 1932年（昭和7年）10月1日 - 南葛飾郡全域が東京市に編入。小松川町、松江町の区域が江戸川区となる。

## 現在の地名
船堀（七丁目を除く）、小松川一丁目の一部、北葛西一丁目の一部（いずれも大体の範囲）